# Radsportmuseum Wünsdorf
Das Radsportmuseum Wünsdorf in Wünsdorf bei Berlin zeigte Exponate rund um den Radsport mit Schwerpunkt auf Berlin und Brandenburg.
2009 wurde das Museum im Wünsdorfer Gutenberghaus eröffnet, nachdem Teile der Sammlung schon zuvor im „Museum des Teltow“ gezeigt worden waren. Gegründet wurde es von dem Berliner Radsportjournalisten Werner Ruttkus.
Das Museum zeichnete unter anderem die Geschichte des ältesten deutschen Klassikers Rund um Berlin nach, das 1896 erstmals in Zossen, rund drei Kilometer Luftlinie vom heutigen Museum entfernt, gestartet wurde. Es widmete sich in Sonderschauen dem Radrennfahrer Gustav-Adolf Schur sowie dem Radsporttrainer Wolfram Lindner. In der Abteilung „Retro 1960“ werden die Weltmeisterschaften 1960 in der DDR in Leipzig, Chemnitz und auf dem Sachsenring sowie die Radsport-Wettbewerbe bei den Olympischen Sommerspielen 1960 in Rom dargestellt. Auch die Geschichte des Hallenradsports und des Radwanderns in der Region fand Beachtung.
2013 musste das Museum aus finanziellen Gründen schließen. Der Initiator Werner Ruttkus eröffnete 2016 das kleine Privatmuseum „Speichensport-Galerie“ in seinem Wohnhaus.